# 遊☆戯☆王R
『遊☆戯☆王R』（ゆうぎおうアール）は高橋 和希（原案・監修）、伊藤 彰（作画）による日本の漫画作品。『Vジャンプ』にて2004年6月号から2008年2月号まで連載された。「R」は「Reverse（リバース）」の意。

## 概要
本作は、前作『遊☆戯☆王』のアナザーストーリーに当たる外伝作品である。時間軸はバトル・シティ編と王（ファラオ）の記憶編の中間に当たる。ペガサス・J・クロフォードとその孤児達、賞金稼ぎのキース・ハワードの暗躍など、ペガサスと密接な繋がりを持つ者達が本編では色濃く描かれている。

## あらすじ
バトルシティ大会で闇マリクとの激戦の末に、3枚の「神のカード」、そして「決闘王」の称号を手に入れた武藤 遊戯。その遊戯にもう1組の神のカード邪神の所有者である天馬 夜行がデュエルを申し込んできた。邪神アバターは遊戯の持つ神のカードの1体「オシリスの天空竜」を一撃で葬り去る。そして夜行は真崎 杏子をR・A計画のために海馬コーポレーションに連れ去ったことを宣言する。遊戯・城之内・本田の3人は杏子を救出するために夜行の待つ海馬コーポレーションへ向かう。

## 登場人物
遊☆戯☆王の登場人物については遊☆戯☆王の登場人物を参照。

### 主要人物
武藤 遊戯（むとう ゆうぎ）
本作の主人公。
作中では「三幻神」と呼ばれる3枚の神のカード「オシリスの天空竜」・「オベリスクの巨神兵」・「ラーの翼神竜」を所有し、邪神を操る天馬夜行に闘いを挑むべく海馬コーポレーションビルの頂上を目指す。表の人格の遊戯と闇遊戯でそれぞれ別のデッキを使用している。懸けられた懸賞金は10万ドル→20万ドル。
真崎 杏子（まざき あんず）
本作のヒロイン。
本作では天馬夜行のR・A計画のために誘拐されてしまいデータのみの存在だったが、R・A計画がラストフェイズに入りプログラムの存在が消滅してしまう。
城之内 克也（じょうのうち かつや）
遊戯の親友。
序盤でブービー罠に引っかかり遊戯とは別行動をとることになる。当初懸賞金は10ドルと安かったが、多くの強敵に勝利していき、最終的に200ドルになった。
本田 ヒロト（ほんだ ひろと）
遊戯の仲間、城之内の悪友。
本作では数少ないギャラリー役。ブービー罠に引っかかった城之内と行動を共にし、遊戯とは別行動となる。
海馬 瀬人（かいば せと）
大企業「海馬コーポレーション」の社長。
作中では夜行の海馬コーポレーション本社乗っ取りを受けて途中参戦。夜行の操る邪神に挑む。懸けられた懸賞金は10万ドル。
海馬 モクバ（かいば もくば）
海馬 瀬人の弟。
兄の影に隠れがちだが、海馬コーポレーションの本社ビルの設計等を兄とともに手がけた。兄との連携で夜行の計画阻止に活躍。

### インダストリアル・イリュージョン社
天馬 夜行（てんま やこう）
実子をもうけなかったペガサス・J・クロフォードが自身の後継者を確保する為に、世界中から集め育てた孤児「ペガサスミニオン」の一人。
遊戯の所有する神のカード「幻神獣」とは存在を異にする三枚の神のカード（邪神獣）「邪神アバター」「邪神ドレッド・ルート」「邪神イレイザー」の全てを所有する。R・A計画（Rebirth of Avatar）を企て、今回の事件を引き起こす。「邪神」の高速召喚に特化した従属神デッキを使用。敬愛していた亡きペガサスに未完成を意味する「ラフ・ダイヤモンド」と評された為、ペガサスに「パーフェクト」と評された兄・月行に対して強いコンプレックスを抱いている。
天馬 月行（てんま げっこう）
天馬 夜行の双子の兄。「ペガサスミニオン」の中でペガサスから唯一「パーフェクト・デュエリスト」と評された。
ペガサスが他界した後は、その代行としてインダストリアル・イリュージョン社（略称、I2）の立て直しに尽力した。「邪神ドレッド・ルート」を初めて召喚した（正確には夜行の呪縛によって召喚させられた）デュエリスト。対幻神獣を想定したデッキを使っていたが、夜行の呪縛から解放された後は遊戯と行動を共にし、特殊能力を持つエルフモンスターを主力とした彼本来のデッキを使用する。彼の「パーフェクト」とは、成長が完了している＝成長しきっているという意味での「パーフェクト（＝コンプリート）」であり、普段言われる意味でのパーフェクトとは弟の夜行を指すと述べている。遊戯とのデュエル後、彼に1枚のカードを渡していた。
ペガサス・J・クロフォード
本作に登場するカードゲーム「マジック&ウィザーズ」の生みの親、天才ゲームデザイナー。
前作「遊☆戯☆王」の「決闘者の王国編」終盤で獏良 了に暗殺された。天馬 夜行は彼を蘇らせるために、R・A計画を実施する。
Mr.クロケッツ
ペガサスの生前から仕えていた執事。
主の逝去後は後継者である天馬兄弟に従い、遊戯と月行のデュエルを見届けた。

### カード・プロフェッサー
遊戯の懸賞金を狙うデュエリスト達の総称。後述のキース・ハワードによって招集された傭兵。一部のキャラクターの名前の由来はインテルの開発したCPUから。
キース・ハワード
かつて全米チャンピオンとして名を轟かせ、不敗伝説を打ち立てたカード・プロフェッサー。バンデット（盗賊）・キースの異名を持つ。
決闘者の王国編終盤、ペガサスの罰ゲームによって魂を砕かれる。（本人曰く）深い闇の底へ身を沈め消えてゆく"死"を体感したが、天馬 夜行のR.A計画の実験体として蘇り、彼の傘下に身を置く事となる。夜行から「邪神によって命を保たれている。」と「邪神イレイザー」を手渡され、その禍々しい程の怨念・執念も相まって以前とは異なった狂気を漂わしている。
蘇った後はペガサスと城之内の二人への復讐を考えていたが、ペガサスは既に死亡していた為、城之内への復讐を決意。夜行を利用して一連の事件を起こす。
現在も機械族使いであり、「モーターモンスター」を主力としたデッキに「邪神イレイザー」を組み込み、城之内と再戦。
デシューツ・ルー
第一の刺客。鉄壁の砲門「キャッスル・ゲート」を主力とするデッキを使用するカード・プロフェッサー。
キーモンスターを象徴するかのように一番手で立ち塞がり、相手のモンスターを奪うカードと「キャッスル・ゲート」の射出効果で遊戯を追い詰めた。遊戯をチビと罵る攻撃的な性格だが、その一方で負けを認めれば素直に相手の実力を尊重する面もある。
ティラ・ムーク
第二の刺客。不死の能力と吸血によるパワーアップ能力を持つ「カース・オブ・ヴァンパイア」を主力とするヴァンパイアデッキを使用する女性カード・プロフェッサー。
ゴシックスタイルでショートの金髪。本来デュエリストのしもべであるはずのカード（「カース・オブ・ヴァンパイア」）を主と崇めている。
今作で城之内が使用していたデュエルディスクは彼女から借りたもの。その礼として単行本最終巻の書き下ろしエピローグにて、城之内からブラック・デュエルディスクを渡された。
クラマス・オースラー
能力ダウンの能力を持つ「アリジゴク」を主力とし、それに加え装備カードで自軍のモンスターの強化を図るデッキを使用するカード・プロフェッサー。
自分の「運」に自信を持ち、好調な時は好調だがムラも多い。カークが仕掛けるチンケな罠に引っかかった城之内とデュエルする。描き下ろしではカークとラジコンで遊ぶ様子が描かれている。
カーク・ディクソン
機甲部隊デッキを使用するカード・プロフェッサー。4600という圧倒的攻撃力を誇る「マシンナーズ・フォース」を切り札に据えた「マシンナーズ」デッキを使用。
ヘルメットを被った軍隊風の服装をした男。
丁寧な口調ではあるが嫌味で高圧的な性格で遊戯の怒りを買う。迅速に鍵となるモンスターを展開し圧倒的戦力で畳み掛ける。多くの罠を設置しており、落とし穴にはまった城之内を最下層まで落とす。だが最後は自分の仕掛けた罠でゴミ捨て場に飛ばされた。
ピート・コパーマイン
自身の攻撃力こそ０だが、相手モンスターを操り攻撃させる「ミュータント・ハイブレイン」を主力とするミュータントデッキを使用するカード・プロフェッサー。
黒い全身タイツを着ている。「ニャハハ」と笑う。人を食ったような態度で相手のモンスターを利用した戦術を取る。
クラマス、シーノと比べるとそれほど城之内を軽んじてはいなかった。
描き下ろしではスプーン曲げを披露しており、超能力者らしい事がうかがえる。
マイコ・カトウ
フィールド魔法「深き森」を主軸とし、切り札にOCGでも有名な「森の番人グリーン・バブーン」を採用した、森属性デッキを使用する老婦人カード・プロフェッサー。
作中にて「ミセス・マイコ」と表記される。
車椅子を使用しており、その車椅子に組み込まれたデュエルディスクを使用する。
対戦相手を「お前」「キサマ」としか呼ばない闇遊戯が対戦相手で唯一「あなた」と呼んで敬意を表した人物。
賞金は孫のために使うつもりだった。
メンド・シーノ
モンスター召喚に制限を掛けた上で最上級モンスター「デスサイズ・キラー」で押し切るマンティス（蟷螂）デッキを使用するカード・プロフェッサー。
粗暴な性格で対峙した城之内を「安モン」「小遣い稼ぎにもならない」と罵り嘗めてかかる。笑い声は「だっハハハハ」。
ターバンを巻いた頭が特徴。書下ろしではペットのカマキリと戯れている姿が描かれた。
ウィラー・メット
魔法効果を吸収してパワーアップするドラゴン族、「ホワイト・ホーンズ・ドラゴン」を主力とするドラゴニュートデッキを使用するカード・プロフェッサー。
戦闘・魔法に対策を置き、攻守のバランスが取れたデッキを使用。カード・プロフェッサーの中でも上位にランクされる実力者。
登場回数が多く、海馬VS夜行戦を見届けただけでなく解説役まで努め、海馬・月行とともに遊戯VS夜行も見守る。
書下ろしでは鏡の前で自慢の長髪をセットする姿が描かれた。
海馬とのドラゴン対決を望んでおり、更に「『青眼の白龍』なんて俺に言わせれば観賞用に過ぎないね」と発言した。
テッド・バニアス
爆発力に優れる獣人デッキを使用するカード・プロフェッサー。パワーに優れる「アサルト・リオン」が切り札。
暇があればギャンブルに興じているらしく、キースに借金がある。ただ、本人に言わせれば「キースのイカサマ」らしい。
カードの腕はキースに匹敵するとも思われる決闘者だが、ここ一番に弱い。
眼の下に隈がある。書き下ろしではかなり不健康な形相で麻雀をしている。
北森 玲子（きたもり れいこ）
チェスモンスターを中心としたデッキを使用するカードプロフェッサー。囮のポジションだった。
守備戦術に長けたデッキを使用。本人曰くマジック&ウィザーズを始めて1ヶ月強らしいが、デシューツ・ルーらギルドの面々に勧められこの戦いに参加した模様。
永続魔法「戦場の惨劇」で城之内のデッキのカードを大量に墓地に送り、デッキ切れによる敗北を狙う。
自分以外のデュエリストを怖がっていたが、城之内の発言に影響されてデュエルの楽しさに気付く。
ラストでは、ミセス・マイコの車椅子を押していた。
デプレ・スコット（カード・プロフェッサー・ギルド・ランキング2位）
フィールド魔法「コズミック・スペース」を利用したイーバ（エイリアン）デッキを使用するカード・プロフェッサー。ペガサスミニオンの一人。
徹底的に相手に猶予を与えず封殺を狙う「ロック戦術」を使い、相手モンスターを捕食しパワーアップする「グリード・クエーサー」で仕留める。
昨シーズンではランキング1位の座を手に入れていた。寡黙で多くを語らないが、ペガサスを崇拝しており、敗北後は泣き崩れてリッチーや配下の黒服に手を貸してもらわないと立てないほど憔悴していた。興奮した時の笑い声は「ギャギャハハハ」。
黒い短髪、眉毛が無い、黒いワイシャツとボトムと全身を黒に統一している。
リッチー・マーセッド（カード・プロフェッサー・ギルド・ランキング1位）
特殊能力モンスターを主力としたガンマンデッキを使用するカード・プロフェッサー。ペガサスミニオンの一人。
最強のカードプロフェッサーの証「ブラック・デュエルディスク」の所持者。貧困なスラム街出身で、ペガサスにデュエリストとしての「生き方」を教えられた。
かなりの高身長で喧嘩では自慢の腕力、脚力でキースを圧倒した。また、遊戯には劣るものの派手な髪型をしている。
月行には勝利しギルドトップの実力を見せつけたが、「対城之内の予行演習」として邪神を手にしたキースに敗れ、「ブラック・デュエルディスク」を奪われる。
シーダー・ミール
13人目のカードプロフェッサー。「オシリスの天空竜」の実体化攻撃で瞬殺されたため、デュエル内容は一切無い。単行本にてフルネームと「ハイテックマリオネット」なるモンスターの使い手という事が明らかになった。ロボットを思わせる顔をしている。

### ストア・ブレーカー
読みきり番外編にて登場。カード屋での大会で負けた者のカードを奪い、更に店から上納金を奪う三人組。本人達は「ストア・ブレーカー」と呼ばれている事は闇遊戯に言われるまで知らなかった。
百野 真澄（ももの ますみ）
複数のデッキを持ち、そのほとんどが対属性デッキである「アンチデッキ」使いのデュエリスト。三人組のリーダー格。武藤 双六曰く、カード屋仲間内での要注意人物。別名「百のデッキを持つデュエリスト」。所持しているデッキに使用しているカードの大半は奪ったカード。他人のデッキの特性を把握する術に長けている。

## 主なカード

### 邪神獣
ペガサスが神のカードの製作後に神が暴走した時の抑止力として作った新たなる神のカード。作中では「邪神アバター」「邪神ドレッド・ルート」「邪神イレイザー」からなる闇属性・悪魔族・レベル10の3体が存在し、効果に関するテキストは英語で書かれている。
その能力は現存している神を凌駕する。夜行によると、ペガサスは製作後その強大な力に恐怖を覚え、中盤で製作を止めたとの事。しかし夜行はそれらを製作、遊戯の神のカードを倒す為に使用している。神と比べて千年アイテム、またアニメ「遊☆戯☆王デュエルモンスターズ」で登場したオレイカルコスの結界を持たない者でも使用できる。劇中において邪神ドレッド・ルートと邪神イレイザーは複数製造されている。
モンスターではなく「神」ということで、殆どの魔法・罠は無効化され、上級スペルでさえ1ターンだけしか効果を受けつけない。なお作中では「アバター」にのみ「邪神」に「デビルズ（他は「じゃしん」）」とルビが振られている。
OCGでは一切の特殊召喚が出来ず、3体のモンスターを生け贄に捧げた場合のみ通常召喚できる。「邪神アバター」のみ相手が2ターン魔法・罠を発動不能にする効果を持つが、他は耐性が無くなるなど大幅に弱体化している。なお、海外版のカード（実物）は「The Wicked」と表記されている。
邪神アバター／THE DEVILS AVATAR（邪悪の化身）
- レベル：10
- 攻撃力：?
- 守備力：?

最強の邪神。自身の姿をもたない。「オシリスの天空竜」と対峙した時はその姿に、海馬とのデュエルでは「青眼の究極竜」へと変化した。
R・A計画（Rebirth of Avatar）に名を冠する通り、夜行の大願成就を果たす「要」のカード。また、夜行自身のコンプレックスを象徴する神である。
通常は漆黒の太陽神として球状の姿を取っており、能力の全貌が明らかにされたのは海馬戦。その効果は自分・相手の出しているこのカード以外の一番攻撃力が高いモンスターの「写し身」となり、攻撃力・守備力はそのモンスターの数値に「1（OCGでは100）」を足した数値になる。神としてのランクは「ラーの翼神竜」と同じ最上級で下のランクの神の効果は受け付けない。その為、単体戦闘ではほぼ無敵の能力を誇る。最終戦のあと夜行はこのカードを破り捨てた。
必殺技は「ダークネス+化身した技名（姿が他の「邪神」の時は技名はその邪神と同じ）」。
邪神ドレッド・ルート／THE DEVILS DREAD-ROOT（恐怖の根源）
- レベル：10
- 攻撃力：4000
- 守備力：4000

「オベリスクの巨神兵」のような巨神の姿の神。
その名の通り、恐怖の名の下に全てのフィールドに存在するモンスターの攻撃力・守備力を半分にする。ただし、同族である邪神獣・幻神獣に類する「神」だけはその支配下に置かれない。
夜行の思念が宿った兄・月行にこのカードを使わせていた。月行が使用したドレッド・ルートは対遊戯戦で「アルカナ・ナイトジョーカー」のコンボによって破壊された後、月行によって破り棄てられた。だが、後に夜行が対海馬戦において使用したことから、邪神を複数枚製作していたようである。
必殺技は「フィアーズノックダウン」。
邪神イレイザー／THE DEVILS ERASER（抹殺者）
- レベル：10
- 攻撃力：?
- 守備力：?

死人となっていたキースが夜行から手渡された邪神の一体。「ドレッド・ルート」と同じく複数枚製作されていた。
「オシリスの天空竜」と同じく二つの口（顔）を持つドラゴンのような姿をしている。リッチーはこの「邪神」を駆るキースに撃破された。三体目の邪神として存在を示唆されていたが、その時の抽象的なイメージ像は実際とはかなり異なった姿だった。
攻撃力・守備力は相手の場のカード枚数×1000ポイントになり（最大値は原作5000・OCG11000）、墓地へ送られた時、他の「神」を含めた場のすべてのカードを道連れにする。この時、自身の血が闇となり場を覆いつくし、その闇がプレイヤーの五感を奪い、前後不覚に陥らせる特異な性質を併せ持つ。自発的に生贄等で墓地に送った場合は副次的効果は発生しなかった。道連れ効果は原作では墓地に送られることで発動するが、OCGでは破壊されないと発動しない。
キースは自分の下僕でありながら、相手の出方次第で能力が左右されるこのカードを快く思っておらず、攻守の特徴だけを見れば、海馬の評価も「ずいぶんと人頼みな神だな」「やはり所詮はまがい物の神だな!」と辛辣なものだった。
遊戯VS夜行でも夜行が召喚。遊戯の伏せカード、融合素材として場に留まっていた絵札の三剣士のカードによって攻撃力が4000となり、「アルカナ・ナイトジョーカー」を撃破した。さらに「軍神ガープ」の生け贄に使用することで、伏せカードも消し去った。遊戯に倒されなかった唯一の邪神である。
必殺技は「ダイジェスティブ・ブレス」。

### 主要登場人物の新カード
アルカナ・ナイトジョーカー
- レベル：9
- 属性：光
- 種族：戦士族
- 攻撃力：3800
- 守備力：2500

闇遊戯が使用。「キング」・「クイーン」・「ジャック」の絵札の三剣士が融合したモンスター。「邪神ドレッド・ルート」を倒すキーモンスターとなった。
OCGでのカード名は「アルカナ ナイトジョーカー」で、手札1枚と引き換えに捨てたカードと同種のカードの自身を対象とする効果を無効にする能力を持つ（魔法・罠・効果モンスター）。現時点で戦士族第2位の攻撃力を持つモンスターである。魔法カード「稲妻の剣」装備時の必殺技は「ライトニング・サンダーブレード」。
トイ・マジシャン
- レベル：4
- 属性：光
- 種族：魔法使い族
- 攻撃力：1600
- 守備力：1500

表遊戯が使用。原作では通常モンスターだったが、OCGでは反転召喚した際に相手の魔法・罠ゾーンのカードを表側表示のトイ・マジシャン数だけ破壊できる効果を持つ。また魔法・罠カードゾーンにセットすることができ、その状態で破壊されたときフィールド上に特殊召喚されるという効果も持つ。
グリード・クエーサーのダイレクトアタックで大ダメージを受けた後対象カードを一時的に除外する「トイボックス」からフィールドに戻り、勝負を決めた。
必殺技は「ブロック・デモリション」。
闇紅の魔導師（ダークレッド・エンチャンター）
- レベル：6
- 属性：闇
- 種族：魔法使い族
- 攻撃力：1700
- 守備力：2000

遊戯が使用。原作では攻撃力2300の通常モンスター。2回登場したが、どちらも活躍できず酷い目に遭わされている。
OCGでは召喚に成功した時に魔力カウンターを2つ、自身が表側表示で存在する時に自分または相手が魔法カードを発動した場合は1つ乗せる。攻撃力は自身の魔力カウンター1つに付き300ポイントアップする。また、自身の魔力カウンター2つを取り除く事で。相手の手札1枚をランダムに捨てさせる効果を持つ。
必殺技は「闇紅衝撃波導（ダークレッド・ショック・ウェイブ）」。
冥府の使者ゴーズ/冥府の使者カイエン
- レベル：7
- 属性：闇
- 種族：悪魔族
- 攻撃力：2700（ゴーズ）/2500（カイエン）
- 守備力：2500（ゴーズ）/2700（カイエン）

闇遊戯が使用。主に罠カード「冥府につづく階段」とのコンボで召喚される闇属性の通常モンスター。ゴーズのみ効果モンスターとしてOCG化され単行本3巻に同梱されている。
以下、OCG版の効果説明。
自分フィールド上にカードが存在しない時、相手からダメージを受けた時に手札から特殊召喚することができる。(「冥府につづく階段」の擬似再現)
戦闘によるダメージの場合はカイエン（OCGでは光属性・天使族へと変更）がトークンとして特殊召喚される。カイエンの攻撃力・守備力は、その時受けた戦闘ダメージの数値となるため、場合によっては強大な攻撃力となる。
効果ダメージでは自分が受けたダメージをそのまま相手に与える。
相手フィールド上にカードが存在しない場合にはこのカードを警戒しないといけないため、1種の1ターンキル対策になるカード。効果が強力で汎用性も高く、制限カードに指定されている。
聖導騎士イシュザーク
- レベル：6
- 属性：光
- 種族：戦士族
- 攻撃力：2300
- 守備力：1800

城之内が使用。聖なる力を備えた高等騎士。原作では特に効果の無いモンスターだったが、そこそこの攻撃力があるため攻撃役として使用された。
OCGでは戦闘破壊したモンスターをゲームから除外する効果が追加されている。
必殺技は「ブレイク・ダウン・ディストーション」。
鋼鉄の魔導騎士―ギルティギア・フリード
城之内が使用。「魔導騎士ギルティア」と「鉄の騎士ギア・フリード」の融合モンスター。特殊能力は持っていないが、魔法カード「エクストラ・ブースト」で攻撃力を増加させ、「パペット・キング」を倒した後、「連撃」で北森 玲子に直接攻撃をし勝利した。
必殺技は「ソウル・ブレード」。
モザイク・マンティコア
- レベル：8
- 属性：地
- 種族：獣族
- 攻撃力：2800
- 守備力：2500

海馬が使用。「マテリアルバット」「マテリアルライオン」「マテリアルスコーピオン」といった、3体のマテリアルモンスターを合体させて召喚できるモンスター。「磁石の戦士マグネット・バルキリオン」「XYZ-ドラゴン・キャノン」「マシンナーズ・フォース」と似たカテゴリに属するが、自身が破壊されても素材である他2体のマテリアルモンスターは場に留まるという特徴を持つ。これに加え、任意の数のマテリアルモンスターを生贄にでき、新たなマテリアルモンスターを組み込み再度強化が図れるので柔軟性にも長ける。また、高い攻撃力を備えているが、元々がレベル4モンスターの集合体なためレベルは低い。
OCGでは上記のマテリアルモンスターが登場せず、このカードだけがOCG化されている。自身が生け贄召喚に成功した場合、次の自分のスタンバイフェイズに生け贄となったモンスターを自分フィールド上に（強制的に）特殊召喚する。この方法で特殊召喚したモンスターの効果は無効になり、攻撃宣言ができない。
必殺技は「ブレス・ファイア」。

### 天馬兄弟の使用カード
召喚僧サモンプリースト
- レベル：4
- 属性：闇
- 種族：魔法使い族
- 攻撃力：800
- 守備力：1600

月行(を操る夜行)が使用。呪文詠唱によりデッキからレベル4のモンスター1体を召喚する特殊能力を持ち、絵札の三剣士を超える最新最速の高速召喚を可能にするモンスター。その能力を遺憾なく発揮して邪神の召喚へと導いた。
OCGでは召喚・反転召喚の際に守備表示になる。表側表示の時に自身を生け贄にできない（リリースできない）。特殊召喚する効果には手札の魔法カードを1枚捨てるコストが付いた。後にシンクロ召喚という概念が登場し、このカードでシンクロモンスターを高速召喚できるため、2008年9月に準制限カードに指定され、2009年9月に制限カードに指定された。
セラフィム・セイバー/セラフィム・ガンナー/セラフィム・ガードナー
月行(を操る夜行)がドレッド・ルート召喚のための生贄とした天使族モンスター。「セイバー」「ガンナー」は攻撃力、一方の「ガードナー」は守備力が場に存在する他の天使族1体につき300ポイントずつアップする。遊☆戯☆王GXでは「セラフィム・ガンナー」がレジー・マッケンジーの手札に存在していたことが確認できる。
「ガンナー」の必殺技は「フォビドゥン・ブレッド」。
ラーニング・エルフ
月行が使用。眼鏡をかけた3★の女性型エルフモンスター。攻撃力・守備力ともに平均より低めだが墓地に送られるとデッキから1枚ドローできる。コミックス4巻では彼女の書下ろしイラストが掲載された。
エンジェルO7
- レベル：7
- 属性：光
- 種族：天使族
- 攻撃力：2500
- 守備力：1500

月行が使用。相手モンスターの特殊能力を封じる効果を持つサイボーグ天使。デッキを特殊効果モンスターで構築しているリッチーに対して天敵とも言えるモンスターだった。
後にこのモンスターと関連があると思われるモンスター、「エンジェルO1」を夜行が召喚した。O2～O6の存在は不明。
OCGは生け贄召喚されたこのカードが表側表示で存在する限り、効果モンスターの効果が永続的に発動できない。必殺技は「エンジェル・ビームバスター」。
遊☆戯☆王GXにおいて亮の回想シーンの翔の対戦相手がこのカードを召喚している描写がある（ただし召喚後すぐ「落とし穴」によって破壊された）。

アガシオン／カシモラル／弓神レライエ／ボティス
夜行が使用。後述を含めて一部のモンスターはソロモン72柱が元ネタである。上記の中でアガシオンは「貫通ダメージを0にする効果」を持っているが、他は不明である。
闇の侯爵ベリアル
- レベル：8
- 属性：闇
- 種族：悪魔族
- 攻撃力：2800
- 守備力：2400

夜行が使用。レベル7以下のモンスターの攻撃を無効にする特殊能力を持つ。本誌掲載時はレベル7だったが、この特殊能力で自身の攻撃も無効にされてしまうため、辻褄合わせとしてコミックスでレベル8に修正された。
OCGでは相手が「闇の侯爵ベリアル」以外のモンスターを攻撃できず、魔法・罠・モンスター効果の対象にできなくなる。
神獣王バルバロス
- レベル：8
- 属性：地
- 種族：獣戦士族
- 攻撃力：3000
- 守備力：1200

夜行が使用。生け贄なしで通常召喚できるが、攻撃力は1900となる。
OCGでは3体のモンスターを生け贄を捧げて（リリースして）召喚した場合、相手フィールドのカードをすべて破壊する効果が追加されている。
必殺技は「トルネード・シェイパー」。「イレイザー」と同じくOCGで先に効果が判明したカード。デュエル開始直後に生け贄なしで通常召喚され、さらに終盤で「レベル・アワード」と「スターレベル・シャッフル」のコンボで攻撃力3000の状態で特殊召喚した。
軍神ガープ
- レベル：6
- 属性：闇
- 種族：悪魔族
- 攻撃力：2200
- 守備力：2000

夜行が使用したレベル6の従属神モンスター。手札の神属（OCGでは悪魔族）を相手に公開することで、その枚数1枚につき攻撃力が300ポイントアップする。
OCGでは攻撃力強化の他に全てのモンスターを攻撃表示し、表示形式を変更不可にする効果が追加された（裏側表示のモンスターを表側表示にしてもリバース効果は発動しない）。
小天使テルス
夜行、特別決闘に登場した百野が使用したレベル3天使族モンスター。初登場時のカード名は小天使が付かない「テルス」だった。墓地に送られる時に攻守0の「テルスの羽トークン」を場に残す。百野はこれを生贄に「クレパール」を召喚した。
神機王ウル
- レベル：4
- 属性：地
- 種族：機械族
- 攻撃力：1600
- 守備力：1500

夜行が使用。自身のレベルの分だけ攻撃対象を増やすことができる機械族モンスター。召喚後すぐに「神獣王バルバロス」と融合した。
OCGでは相手モンスター全てに攻撃できる効果を持つが、戦闘ダメージが与えられないデメリットを持つ。
獣神機王バルバロスUr
- レベル：8
- 属性：地
- 種族：獣戦士族
- 攻撃力：3800
- 守備力：1200

夜行が使用。「神獣王バルバロス」と「神機王ウル」の融合体。夜行曰く「神に最も近いモンスター」。「ウル」の特殊能力を受け継いでいる。
OCGでは手札・フィールド・墓地から機械族と獣戦士族を1体ずつゲームから除外する事で特殊召喚できる効果モンスター扱いとなっている。攻撃力は同じ3800だが、相手が受ける戦闘ダメージが0になるデメリットを持つ。
必殺技は「閃光烈破弾（クラッグ・ショット）」。

### カード・プロフェッサーの使用カード
キャッスル・ゲート
- レベル：6
- 属性：地
- 種族：岩石族
- 攻撃力：0
- 守備力：2400

デシューツ・ルーが使用。モンスターを生贄に捧げ、そのモンスターが持つ攻撃力の数値分ダメージを相手に与えることができ、魔法・特殊能力以外の攻撃では破壊されない特殊能力を持つモンスター。必殺技（効果名）は「人間大砲（モンスターカノン）」。
OCGでは1ターンに一度だけ攻撃表示の場合のみ使用可能で、生け贄に捧げられるモンスターのレベル5が以下と制限されている。耐性も戦闘破壊のみに限定されている。
強引な取り引き【罠カード】
デシューツ・ルーが使用。相手がモンスターを召喚すると同時に発動し、相手モンスター全てを奪う効果を誇る。コストとして自軍のモンスター全てとライフ半分を失う代償が必要だが、それでも少なすぎるくらい驚異的であろう。
カース・オブ・ヴァンパイア
- レベル：6
- 属性：闇
- 種族：アンデット族
- 攻撃力：2000
- 守備力：800

ティラ・ムークが使用。戦闘で破壊された時、1000ライフポイントを払うことで蘇生されるアンデットモンスター。この方法で蘇生する度に攻撃力が500ずつアップする。
OCGでは払うライフポイントが500に緩和されたが、墓地で攻撃力がリセットされるので、自身の効果で蘇生されても攻撃力が2500にしかならない。必殺技は「ネイルファングブロー」、復活後は「シャープスネイルブレード」。
血の渇き【罠カード】
ティラ・ムークが使用。自軍モンスターが破壊された時にデッキから4★以下の「ヴァンパイア」を召喚できる。ヴァンパイアデッキ専用の「魂の綱」的カード。
威圧する魔眼【永続魔法カード】
ティラ・ムークが使用。「ヴァンパイア」が存在する時、相手モンスターは跪き守備に参加できなくなる（守備表示にできなくなるわけではない）。OCGでは通常魔法として扱われ、攻撃力2000以下のアンデット族モンスター専用のサポートとなっている。
アリジゴク
クラマス・オースラーが使用。召喚されても普段はフィールドに現れることはなく、攻撃力・守備力も凡庸だが攻撃を仕掛けてきたモンスターの攻撃力を500ポイント下げる効果を持ち、単純なモンスター単体の戦闘では攻撃力1950までの相手ならば返り討ちにできる。OCG化はされていない。
エボリューション2【魔法カード】
クラマス・オースラーが使用。装備魔法の効果を2倍にするカード。これで「アリジゴク」に装備させた「火気付機甲鎧」の攻撃力がアップする効果を2倍にした。
マシンナーズ・フォース
- レベル：10
- 属性：地
- 種族：機械族
- 攻撃力：4600
- 守備力：4100

カーク・ディクソンが使用。「マシンナーズ・スナイパー」「マシンナーズ・ソルジャー」「マシンナーズ・ディフェンダー」の3体が「督戦官コヴィトン」の効果で合体した形態であり、カードとして存在しない。
OCGでは第2位、機械族モンスターで最高の攻撃力を持つ。攻撃力と守備力は上記の「マシンナーズ」3体の合計である。通常召喚ができず、上記の「マシンナーズ」3体を「督戦官コヴィトン」の効果で墓地に送った場合のみ特殊召喚できる。攻撃宣言時には1000ライフポイントを払わなければならない（原作では「督戦官コヴィトン」の効果である）。自身を墓地に送る事で、上記の「マシンナーズ」3体を自分フィールド上に特殊召喚できる。
必殺技は「マシンナックル」。ライフルを持っていながら肩で殴る。海外版はパーツの一部にオレンジ色のカバーが銃口に装備されている。
ブービートラップ【罠カード】
カーク・ディクソンが使用したと思われる罠カード。テキスト部分は不明。
ミュータント・ハイブレイン
- レベル：6
- 属性：闇
- 種族：魔法使い族
- 攻撃力：0
- 守備力：2500

ピート・コパーマインが使用。攻撃時に相手のモンスターのコントロールを一時的に奪い、攻撃させることができる。
OCGでは自身の攻撃宣言時に相手フィールド上に攻撃表示で存在するモンスターのコントロールをバトルフェイズ終了時まで得る事で、代わりに攻撃させる。但し、コントロールを得たモンスターは直接攻撃ができないデメリットが存在する。
必殺技（効果名）は「テレキネシス・ハンド・フォース」。
未来予知の眼【魔法カード】
ピート・コパーマインが使用した相手の伏せカードを確認できるカード。
獣化の宝珠【魔法カード】
ピート・コパーマインが使用。「ミュータント」を獣化させる。ピートはこのカードで攻撃力1800の「パラ・ミュータント」を攻撃力2300の「リカントロープ」へと変化させた。
テレテンポレート【魔法カード】
ピート・コパーマインが使用。モンスター1体を「時間移動」させ攻撃をかわさせるカード。攻撃力0の「ミュータント・ハイブレイン」をカバーする。
森の番人グリーン・バブーン
- レベル：7
- 属性：地
- 種族：獣族
- 攻撃力：2600
- 守備力：1800

ミセス・マイコが使用。森の住人（作中では森属性のフィールドカード発動中に場に存在する森属性モンスター）が破壊された時に、1000ポイントのライフと引き換えに特殊召喚できるモンスター。必殺技は「ハンマーグラブ・デス」。
OCGでは獣族モンスターが破壊され墓地に送られた時に1000ライフポイントを払う事で発動可能な効果になった。のちに「バブーン」というデッキが登場し、その強力さゆえに制限カードに指定された。しかし、2009年2月にこのカードのルール変更が行われ（ダメージステップ時、いわゆる戦闘破壊時での効果の発動が不可能にされ）弱体化し、その結果と引き換えに3月から準制限カードに指定され、同年9月には制限解除された。
裁定変更後のゲーム作品では、戦闘破壊時に効果が発動しないようアルゴリズムが組まれている。
ポイズン・ボーガン【魔法装備カード】
ミセス・マイコが使用。このカードを装備したモンスターの攻撃で攻撃対象を一方的に破壊する。遊戯はこれを装備したモンスターによって「ビッグ・シールド・ガードナー」と「ジャックス・ナイト」を破壊された。
深き森【フィールド魔法カード】
ミセス・マイコが使用。彼女のデッキの中核を成し、森属性を持つ★4以下のモンスターを「森」に隠れさせることができる（攻撃対象にされない）。
カメレオン・カラード【魔法・装備カード】
ミセス・マイコが使用。フィールドカードが発動していれば装備モンスターはプレイヤーへのダイレクトアタックができる。
デスサイズ・キラー
- レベル：8
- 属性：風
- 種族：昆虫族
- 攻撃力：2300
- 守備力：1600

メンド・シーノが使用。最上級モンスターとしてはいささか頼りない能力値だが、自軍のモンスターを生贄に捧げることで、いつでもその攻撃力分攻撃力を上げることができる昆虫族モンスター。
OCGでは生け贄にできるモンスターが昆虫族1体と限定されており、エンドフェイズ時まで攻撃力が500ポイントしか上昇しない。
必殺技は「地獄の大鎌（デスサイズ・ヘル）」。
レイバー・ペイン【永続魔法カード】
メンド・シーノが使用。互いにライフを1000ポイント払わないと通常召喚できない。開始時のライフが4000ポイントの劇中ではやっかいな部類のカード。
カマキリの卵鞘-エッグ・シェル-【フィールド魔法カード】
メンド・シーノが使用。カマキリが存在する場合にのみ、生贄となるベビーカマキリを召喚する。自らが掛けた制限を解消するためのカード。
ホワイト・ホーンズ・ドラゴン
- レベル：6
- 属性：闇
- 種族：ドラゴン族
- 攻撃力：2200
- 守備力：1800

ウィラー・メットが使用。1度だけ相手モンスターの魔法攻撃を吸収し、その攻撃力を自分の攻撃力に加えることができる（ただし、攻撃後攻撃力は元に戻る）。青眼の白龍の魔法攻撃を吸収し、攻撃力を5200まで上昇させた。
OCGでは召喚・特殊召喚時に相手の墓地に存在する魔法カードを5枚まで（強制的に）ゲームから除外し、1枚につき攻撃力が300ポイント上がる（最大3700）。
必殺技は「ホーン・ドライブバスター」。
ミスト・ボディ【装備・魔法カード】
ウィラー・メットが使用。装備モンスターの体は霧状となり、通常攻撃では倒すことが不可能となる。OCG化による効果もほぼ同じで、装備モンスターは戦闘では破壊されない。
シンクロニック・アビリティ【魔法・装備カード】
ウィラー・メットが使用。装備したモンスターは他の同族モンスターが持つ特殊能力と同じ特殊能力を得る。この効果で「アックス・ドラゴニュート」に「ランサー・ドラゴニュート」が装備した特殊能力「ミスト・ボディ」を与えた。劇中では魔法や装備カードによって効果を与えられたモンスターは特殊能力モンスターと同一視されるようである。
遅れた召喚劇【罠カード】
ウィラー・メットが使用。相手バトルフェイズ中にモンスターを召喚できる罠。生贄に必要なモンスターは1体余計にかかるが、カウンターで「ホワイト・ホーンズ・ドラゴン」召喚へと繋ぐ。
アサルト・リオン
テッド・バニアスが使用。獅子型の最上級獣人。特殊能力は無いが、コンボにより強烈な打撃力を持つモンスターと化した。
肉弾戦闘【魔法カード】
テッド・バニアスが使用。発動ターンのバトル・フェイズに使用された魔法と罠の効果をすべて無効にする。
薬食い【魔法カード】
テッド・バニアスが使用。生贄召喚の際に指定した生贄の攻撃力・守備力の半分とその特殊能力を召喚モンスターに引き継がせる。これにより「アサルト・リオン」が強大な戦力を持つに至った。
パペット・キング
- レベル：8
- 属性：地
- 種族：戦士族
- 攻撃力：2800
- 守備力：2600

北森 玲子が使用。「パペット・クイーン」1体を生け贄に召喚できる。
OCGでは相手がデッキからモンスターカードを手札に加えた時に手札から特殊召喚できる効果を持つ。この効果で特殊召喚した場合、次の自分のターン終了時に破壊される。
必殺技は「マジェスティックチェッカー」。
戦場の惨劇【永続魔法カード】
北森 玲子が使用。戦闘を行う度にそのプレイヤーのデッキから5枚ものカードを墓地に捨てさせる異常なる抹殺カード。さらに同名カードによる相乗効果で脅威は増していく。
ゼータ・レティキュラント
- レベル：7
- 属性：闇
- 種族：天使族
- 攻撃力：2400
- 守備力：2100

デプレ・スコットが使用。墓地に送られる時に、2体のイーバ・トークンを残す上級モンスター。ライフ・スターが消滅し、墓地に送られるがイーバ・トークンを場に残す。
OCGでは自身が墓地に存在する場合に相手のモンスターがゲームから除外された時、自分フィールド上に「イーバ・トークン（悪魔族／闇属性／★4／攻1300／守1800）」2体を（強制的に）特殊召喚する。また「イーバ・トークン」1体を生け贄に捧げることで、手札から特殊召喚できる。
必殺技は「プラズマ・ブラスター」。
グリード・クエーサー
- レベル：7
- 属性：闇
- 種族：悪魔族
- 攻撃力：?
- 守備力：?

デプレ・スコットが使用。ライフ・スター（レベル）の数×300が攻撃力という変わったモンスターであるが、相手モンスターを戦闘で破壊した際に、そのモンスターのライフ・スターを吸収する能力を持つ。「コズミック・スペース」が存在している限り、ほぼ無敵の特殊能力と言ってもいい。
OCGでは攻撃力と守備力が自身のレベル×300ポイントになる（レベルが変化していない場合は基本的に2100である）。戦闘でモンスターを破壊した場合、そのモンスターのレベル分だけ自身のレベル（攻撃力）が上がる。
必殺技は「プロミネンス・ナパーム」。
コズミック・スペース【フィールド魔法カード】
デプレ・スコットが使用。彼の戦術の主軸となるキーカード。さながら宇宙空間のように周囲を包み、全てのモンスターはライフ・スター（★レベル）が存在するまでしかフィールドに生存できない。その性質上、低レベルモンスターは場に留まる事すら難しい。
ツイン・ガンファイター
リッチー・マーセッドが使用。下級モンスターではあるが二丁の拳銃を持ち、モンスターとの戦闘と同時に相手プレイヤーに対して直接攻撃が可能という強力な特殊能力を持つ。この効果は戦闘とは個別されるため、モンスターへの攻撃は凌げてもプレイヤーへの攻撃は変わらず命中する。
必殺技は「ダブルファイア」。
逃げ水【魔法カード】
リッチー・マーセッドが使用。発動したプレイヤーは蜃気楼のように身を護られ、3ターンのみ魔法・罠・攻撃の対象にならない。モンスターの戦闘による超過ダメージだけは防げないが、それでも十分強固な守りとなるカード。単行本収録分では、モンスターの「攻撃」ではなく「効果」を防ぐと修正されている。
幻惑の閃光【罠カード】
リッチー・マーセッドが使用。攻撃力が一番低い相手モンスターを自分の壁モンスターとできる。そのモンスターが破壊された時の超過ダメージはもとのコントローラーが受けるという凶悪なカード。
掠める弾丸【罠カード】
リッチー・マーセッドが使用。月行との戦いに決着をつけたカード。互いの攻撃モンスターの攻撃を双方のプレイヤーが受ける、言わば「痛み分け」の効果を持つ。
モーター・シェル／モーター・カイザル／モーター・バイオレンス
キースが使用。「モーターモンスター」なる機械族モンスター。フィールド上で破壊され墓地に送られると「部品（トークン）」を残す。ステータスと部品の数はそれぞれ「★4／攻1300／守1800／2体」「★5／攻2000／守1400／1体」「★6／攻2100／守1200／無し」。生け贄にできる素材として有効ではあるが、ステータスや効果が「攻守0」「攻撃表示から守備表示にできない（OCGの「アルカナフォース0-THE FOOL」の効果に近い）」ため、直接「部品（トークン）」を狙われると直接攻撃同然のダメージを受ける危険を伴う。作中では案の定「部品（トークン）」を攻撃されてダメージを受けている。これらをサポートするカードを活用し邪神降臨の布石とした。必殺技はモーター・バイオレンスが「モーターカノン」、モーターシェルが「キャノン・ボール」。
デモニック・モーターΩ
- レベル：8
- 属性：闇
- 種族：機械族
- 攻撃力：2800
- 守備力：2000

本来の所有者はキースだが、城之内が「サモン・キャプチャー」の効果で自分の場に召喚したレベル8のモンスター。作中では効果不明のモンスターだった。
OCGでは自分のターンのエンドフェイズ時に「地属性／機械族／★1／攻守200」の「モータートークン」を攻撃表示で特殊召喚する効果と、エンドフェイズ時に自壊する代わりに自分のターンに攻撃力を1000ポイント上げる起動効果が設定された。必殺技は「城之内クラッシャー」（城之内が勝手に命名したため本当の必殺技名は不明）。作中では刃物はあちこちに仕込まれているが、両腕しか使用されていない。
漫画出身でありながら、デュエルターミナルのEXステージではキースの使用するカードに設定されており、専用ボイスまで設けられている。しかし、攻撃表示で特殊召喚される「モータートークン」を狙うと大ダメージを負わせる（場合によっては勝利する）ことができる。
エンジンチューナー【装備・魔法カード】
キースが使用。3体のツナギを着た小人のチューニングにより、装備モンスターの守備力の半分を攻撃力に加算する。攻撃力が控えめのモーターモンスターのサポートとして使われた。装備したモンスターが破壊されてもこのカードは墓地に行かずに別のモンスターに装備できることが最大の特徴。これは相手の場のモーターモンスターにも適用される。OCG化されていない。
スクラップ・ガレージ【罠カード】
キースが使用。墓地に置かれたモーターモンスター全てをフィールドに呼び戻す。これにより「抹殺者」の召喚に繋げた。
ニコイチ【魔法カード】
キースが使用。モーター・モンスター専用の蘇生系カード。自分相手の墓地を問わず使用できるが、墓地から召喚しなかったモーター・モンスターをすべてゲームから除外しなければならないデメリットを持つ。

### 特別決闘の登場カード
冥王竜ヴァンダルギオン
- レベル：8
- 属性：闇
- 種族：ドラゴン族
- 攻撃力：2800
- 守備力：2500

特別決闘にて闇遊戯が使用。相手が使用したカードの発動をカウンターで無効にした時、手札から特殊召喚することができる。劇中では相手モンスターを破壊し、その体内から出現するような演出で召喚された。
OCGは相手のカウンター罠の効果を無効にした時に手札から特殊召喚できる効果になっており、無効にしたカードの種類によって効果が発動される。魔法カードは「相手ライフに1500ポイントダメージを与える」、罠カードは「相手フィールド上のカード1枚を選択して破壊する」、効果モンスターは「自分の墓地からモンスター1体を選択して特殊召喚する」という内訳である。必殺技は「冥王葬送（めいおうそうそう）」、読みきり掲載時には「冥王葬送曲（めいおうそうそうきょく）」となっていた。単行本1巻に付録として同梱されている。
テュアラティン
- レベル：8
- 属性：光
- 種族：天使族
- 攻撃力：2800
- 守備力：2500

特別決闘にて百野が使用。自分のフィールド上モンスター2体が同ターン中に戦闘で破壊された時に特殊召喚でき、更に相手フィールド上の闇属性モンスターを全て破壊し、以降存在できなくなるという対闇属性専用モンスター。
OCGでは相手のバトルフェイズの開始時に自分フィールド上にモンスターが2体以上存在し、それらのモンスターがこのバトルフェイズ中で戦闘によって破壊され墓地へ送られた時に手札から特殊召喚できる。この方法で特殊召喚に成功した時に属性を1つ宣言し、フィールド上に表側表示で存在するそのモンスターを全て破壊する。この方法で特殊召喚されたこのカードが表側表示で存在する限り、相手は宣言された属性のモンスターを召喚・特殊召喚できない効果となった。

### 魔法・罠カード
黙する死者【魔法カード】
夜行、海馬が使用。自分の墓地に存在するモンスター1体を守備表示のまま場に戻す蘇生の効果を持つ。攻撃こそ出来ないが生贄としてそれぞれが誇る「切り札」を召喚する役目を担う。OCGでは通常モンスターにしか発動できない。クリッターのように有効な効果モンスターを何度も復活することを防ぐためと考えられる。
稲妻の剣【魔法・装備カード】
闇遊戯が使用。戦士族に装備可能な装備カード（初登場時のバトルシティ編では通常の魔法カードだった）。800ポイントの攻撃力上昇に加え、攻撃対象以外の水属性モンスターにも戦闘ダメージを与える。OCGでは水属性モンスターの攻撃力がダウンする効果として再現された。後述する「武装再生」とのコンボで邪神の一角を崩す鍵の一つとなる。
所有者の刻印【魔法カード】
闇遊戯、月行が使用。モンスター、魔法、罠を問わず、全てのカードのコントロールを本来の所有者の元に戻す。
ユニオン・アタック【魔法カード】
闇遊戯、ウィラー・メットが使用。複数の自軍モンスターで1体の相手モンスターを攻撃する。攻撃力はこの攻撃に参加するすべてのモンスターの攻撃力の合計値となる。超過ダメージは発生しない。OCGと効果はほぼ同じだがユニオン・アタックで攻撃したモンスターが戦闘で負けた場合は攻撃に参加したモンスターすべてが破壊される。
確率変動【罠カード】
城之内が使用。コイントス・ダイスロール・ルーレット・スロット等の「ギャンブルカード」をやり直す。一度出た目は表れないため、コイントスなど目が2種類しかないものとのコンボでは確実に嵌めることが可能。
敵襲警報-イエローアラート-【罠カード】
カーク・ディクソン、夜行が使用。バトル・フェイズの間だけではあるが手札のモンスターを召喚して壁とすることができる。
幻想の呪縛【罠カード】
闇遊戯が使用。相手モンスターの攻撃力を500下げる効果を持つが、その真価は特殊能力を封じられる点。邪神にも有効な上級スペル。
連撃【罠カード】
城之内が使用。相手モンスターにダメージを与えることができた時に、さらに他のモンスターか相手プレイヤーに攻撃ができる強力な罠。状況如何では一気にゲームエンドに持ち込める。
地獄の烈火炎【魔法カード】
闇遊戯が使用。「魔族」専用のカードにして地獄の炎でフィールド全てを焼き払う。自身にも被害（1000ポイントのダメージ、モンスターは魔族以外攻撃力1000ダウン）が及ぶ豪快なカード。
魔法解除【魔法カード】
闇遊戯、夜行、キース、ミセス・マイコが使用。相手が発動した魔法の無効、すでに発動している魔法カードを破壊する。OCGでは「魔法除去」というカード名で、場の魔法カードを裏表問わず破壊できるが、無効にはできない。
残像の盾【罠カード】
月行(を操る夜行)が使用。モンスターが受ける戦闘ダメージをそのコントローラーに受けさせる。自軍の攻撃を相手プレイヤーに受けさせる使い方ができるかは不明。OCGではほぼ同じ効果の「絶体絶命」というカードが存在する。
天よりの宝札【魔法カード】
闇遊戯が使用。互いのプレイヤーが手札が6枚になるようにドローする手札増強カード。OCGではその効果が強力なためか同名の別カードかと言える程弱体化された。
死者蘇生【魔法カード】
闇遊戯が使用。墓地からモンスターを召喚できるカード。OCGでは2008年9月に制限カードに復帰するも2009年9月に再び禁止カードに指定された。
方舟の選別【罠カード】
月行(を操る夜行)が使用。モンスターが召喚された時、そのモンスターの同種族が既に存在していればその召喚が無効にされる。遊戯が墓地から蘇生た「ラーの翼神竜」の特殊召喚を無効にした。OCGでは1000ポイントのライフコストが必要。
神の進化【魔法カード】
闇遊戯、月行(を操る夜行)が使用。「神」専用の強化魔法にしてあらゆるカードの効果で無効にされない至上の効果を持つ。これにより邪神の下半身が蛇状と化した。更に最上級ランクを付与する効果を持っている。
魂の交換-ソウル・バーター【魔法カード】
闇遊戯が使用。自分の場と墓地のモンスターを入換えることができる。遊戯はこの効果で場の「トリッキー」と墓地の「クィーンズ・ナイト」を入換え、「ナイトジョーカー」召喚のための布石とした。
闇よりの罠【罠カード】
月行(を操る夜行)が使用するために場に伏せたカード。ライフを1000払い墓地の罠カードを発動できるが、夜行の読みが外れたために発動されることはなかった。OCGでは使用するプレイヤーのライフが3000以下でないと発動できない上に、発動できるのが通常罠のみに限定されたため、作中の夜行が狙っていた使い方はできない。
融合【魔法カード】
闇遊戯、城之内、海馬、夜行が使用。特定の2体以上のモンスターを一体化させることで強力な1体のモンスターを召喚する。そのターンは攻撃できないが、「速攻」のカードでそのターンの攻撃が可能となる。
武装再生【魔法カード】
闇遊戯が使用。全ての墓地に置かれた装備カード1枚を再利用できる。
クロス・シフト【魔法カード】
城之内、海馬が使用。自軍のモンスター1体を手札に戻し、新たに手札から★4モンスター1体を召喚できる。
時の機械-タイム・マシーン-【罠カード】
城之内が使用。「現在」のモンスターを囮に「過去」の同名モンスターでカウンターを可能にする罠。決闘者の王国でキースから拝借していた事が判明。キース戦後、「このカードで純粋にデュエルを楽しんでた頃の自分を取り戻せ」と彼に返された。
カード・ヘキサチーフ【魔法カード】
ウィラー、バンデット・キースが使用。相手の場の伏せカードを鎖で絡め取り使用不能にする（この後に伏せられたカードは対象にならない）。本編では現在唯一の伏せカード封じ。
機械じかけのマジックミラー【罠カード】
海馬が使用。バトルシティの時からデッキに組んでいる。相手の攻撃時に相手の墓地にある魔法カードを発動できる。これでウィラーの墓地から魔法カードを発動した。
天使の施し【魔法カード】
月行が使用。デッキからカードを3枚引く代わりに手札を2枚捨てる手札増強・交換カード。OCGではその有用性から禁止と制限カードの間を行ったり来たりしているが、本編の世界観では手札事故から脱するために使われる、ナンセンスなカードとされている。
ミラーバリア【罠・装備カード】
月行が使用。3ターンだけ装備したモンスターへの攻撃を攻撃モンスターにはね返す。
慈愛のアミュレット【罠・装備カード】
月行が使用。彼が愛用する装備カードの1枚。装備モンスターが破壊された時に発生するダメージを無効化してくれる。
武装転生【魔法カード】
月行が使用。墓地に置かれた装備カードをモンスターカードとして場に召喚する効果を持つ。その一体一体の能力は貧弱。
パワーコネクション【魔法カード】
月行が使用。敵味方問わず場のモンスターの攻撃力を他の同族モンスターの数だけ500ポイントアップさせる。この効果により、月行の場の「装備モンスター」の攻撃力は全て2000ポイントアップし、テッド・バニアスを圧倒した。
砂の砦【罠・フィールド魔法カード】
表遊戯が使用。相手モンスターからの攻撃ダメージを合計3000になるまで無効化し続け、その間の攻撃を他のモンスターより優先して受けるカード。発動するもすぐさま発動された「コズミック・スペース」に打ち消されてしまった。
トイ・ボックス【魔法カード】
表遊戯が使用。トイ・モンスター専用のカードで、2体までのトイ・モンスターは攻撃対象にされず効果を受け付けなくなる。その代わり、トイ・ボックスに収められていないモンスターがいなければダイレクトアタックをされてしまうデメリットを持つ。
癇癪玉【罠・装備カード】
表遊戯が使用。プレイヤーが受けたダメージ分の数値を装備モンスターの攻撃力に加算する。プレイヤーを傷つけられた怒りを「トイ・マジジャン」が転化する。
反射盾-リフレクター【魔法・装備カード】
月行が使用。装備したモンスターへの相手モンスターからの戦闘ダメージを半減させ（攻撃力を半減させるわけではない）さらにその半減分のダメージを相手プレイヤーに。
ホーリー・サクリファイス【罠カード】
月行が使用。複数のモンスターからの攻撃ダメージを1体のモンスターだけに受けさせる。
生贄の副装品【魔法カード】
月行が使用。生贄に捧げるモンスターの装備カードも生贄としてカウントできる。この効果で1体のモンスターで7★以上のモンスターを召喚できる。
クロニック・デジャヴュ【罠カード】
夜行が使用。相手モンスターが召喚された時、自分のモンスターがいなければ相手の場のモンスターを自分の場にも召喚できる。これにより海馬の「モザイク・マンティコア」を自分の場に再現した。
α波の放散【ウィルス・フィールドカード】
海馬が使用した新たなウィルスカード。全てのモンスターの攻撃力を300ポイント下げた上で、専用のワクチンを接種したモンスター以外の攻撃を不可能にする極悪なロックカード。
ワクチンの接種【装備カード】
海馬が使用。装備したモンスターはウィルス・カードの効果を受けず、さらにそのモンスターを生贄に召喚されたモンスターにも効果は受け継がれる。
ドラゴン・目覚めの旋律【魔法カード】
海馬が使用。ドラゴン族の主、「ロード・オブ・ドラゴン」が場に存在する場合に限り発動可能なエレキギターのようなカード。デッキより2枚のドラゴン族を加えることが出来る。
ジャンク・ディーラー【罠カード】
夜行が使用。融合モンスターの素材となったモンスター全てを自軍の場に呼び出す。海馬のオーバーキルを狙った目算が仇となり、至高の邪神の呼び水となってしまった。アニメオリジナルで同名カードが存在しているが、全く別物である。
カンパラブル・レベル【罠カード】
夜行が使用。ライフが半分になるリスクと引き換えに、相手が召喚したモンスターの★と同数になるよう下級モンスターを並べられる。
力の決壊【魔法カード】
夜行が使用。自軍の攻撃で発生する余剰分の攻撃力で相手のモンスターを破壊する。これにより海馬の壁モンスターを一掃してしまった。
テイク・オーバー【魔法カード】
城之内が使用。特殊召喚したモンスターを生贄に、手札からそのモンスターの同族を召喚できる。城之内は「タイムマシーン」とのコンボで「ギルフォード・ザ・ライトニング」を召喚した。
サモン・キャプチャー【魔法カード】
城之内が使用。相手の手札のモンスターカードを自軍として通常召喚できる。通常召喚なので★に応じた生贄が必要になる。相手の手札にモンスターカードがなければ不発となるのでギャンブルカードの一種に分類されるであろうカード。
悪魔のサイコロ【罠カード】
城之内が使用。サイコロを一つ振り、出た目の数だけ相手モンスターの攻撃力を割る迎撃用トラップ。邪神イレイザーの影響下にあった為、すんでの所で発動が遅れる所だった。
レベル・レジストウォール【罠カード】
夜行が使用。自軍のモンスターが破壊された時にそのモンスターと星の数が同数になるようにモンスターを守備表示で召喚する。この際2体以上召喚しなければならないので破壊されたモンスターと同じ星レベルのモンスターは召喚できない。同じような効果の「カンパラブル・レベル」と違いコストが必要ない。テキストには表記されていないが、この時夜行の手札が減っていないため、この効果は手札ではなくデッキから召喚するものと考えられる。
クロス・カウンター・トラップ【罠・魔法カード】
闇遊戯が使用。相手の効果によってこのカードが墓地に送られたターンに手札から罠カードを1枚だけ発動できる。OCGでは墓地に送られたターンにそのコントローラーが手札から罠カード（枚数やスペルスピードに指定無し）を発動できる「処刑人-マキュラ」が2007年3月から禁止カードとなっている。
冥府につづく階段【罠・魔法カード】
対夜行戦、特別決闘にて闇遊戯が使用。ダイレクトアタックを受けた時に自軍モンスターがいなければデッキから2体の「冥府の使者」を召喚できる。
増殖【魔法カード】
夜行が使用。決闘者の王国（デュエリスト・キングダム）、バトル・シティでは遊戯のピンチを幾度と救ってきたカード。原作、本作ともにこのカードのテキストが表記されたことはないが、バトル・シティ決勝戦で「攻撃力500以下のしもべを無数に増殖させる。」効果であることが遊戯の口から明かされた。増殖できる数をプレイヤーが任意の数で選択できるかは不明。OCGではクリボーを生贄にすることでクリボー・トークンを空いているモンスター・ゾーンすべてに召喚する。
力の消失【魔法カード】
夜行が使用。場のモンスター1体の攻撃力を0ポイントにし、戦闘参加できなくする。
デビルズ・サンクチュアリ【魔法カード】
夜行が使用。場に魔の聖域が出現し、相手のライフと同ポイントの攻撃力のメタル・デビル・トークンを召喚する。この時メタル・デビル・トークンの金属質の頭部に相手プレイヤーの顔が映しだされる。毎ターン1000ポイントを払わないとこのトークンを維持できない。このカードの初登場は原作バトル・シティ編の決勝戦で、海馬から託された同名カードを遊戯が使用した。OCGでは相手のライフに関係なく攻撃力は0ポイントで、攻撃もできない。
光の護封剣【魔法カード】
闇遊戯が使用。3ターンの間、相手モンスターの攻撃を封じる。本編では相手の場に影響を及ぼす効果なので、「神」さえも攻撃できなくなる。OCGでは魔法の効果を受けないモンスターの攻撃は、封じることができない。
モンスター回収【魔法カード】
闇遊戯が使用。全ての自軍モンスターと全ての手札をデッキに戻して、新たにカードを5枚ドローする。OCGでは戻すモンスターは1体でいいが、新たにドローできるのは、このカード発動時の手札と同数のみである。
使用された決闘では、手札がこのカード1枚、場のモンスターは「力の消失」で攻撃力0となっていた「THE トリッキー」1体のみと最大の効力を発揮していた。
影の衛兵（シャドーガードマン）【罠カード】
闇遊戯が使用。相手のバトルフェイズのみ、場に相手の場のモンスターの数だけ衛兵トークン（攻・守ともに1）を特殊召喚する。一見「邪神アバター」の攻撃から身を守るための発動かと思われたが、海馬がこの発動の真意を見破る。
バーサーク・モード【魔法カード】
夜行が使用。場の全てのモンスターが攻撃表示となって戦闘に強制参加となるうえ、魔法・罠などによる戦闘回避も不可能となるカード。「影の衛兵」による防御をさせないために発動したが、遊戯の本当の狙いは別にあった。
レベル・アワード【魔法カード】
夜行が使用。場のモンスター1体のレベルを★0～★8のどれかに変更する。夜行はこのカードの効果で「メタル・デビル・トークン」のレベルを★8に変更し、下記の「スターレベル・シャッフル」とのコンボに繋いだ。
スターレベル・シャッフル【魔法カード】
夜行が使用。場のモンスターと同じレベルの墓地のモンスターを入れ替える。夜行は上記の「レベル・アワード」とのコンボで場の「メタル・デビル・トークン（★8）」と墓地の「神獣王バルバロス（★8）」を入れ替えた。
ディメンション・マジック【魔法カード】
闇遊戯が使用。場に魔法使い族モンスターがいる時、それ以外のモンスター2体を生け贄に捧げることで手札の魔法使い族モンスターを1ターンのみ特殊召喚、さらに2体の連携攻撃で相手モンスター1体を攻撃力・能力に関係なく破壊することができる。それが神のカードでも破壊できるという強力な魔法。「ブラック・マジシャン・ガール」が場にいる時に分身した「ブロックマン」2体を生け贄に発動。
バトルシティ決勝でも使用され、「ラーの翼神竜」を破壊した。
ディスアーム【罠カード】
特別決闘にて百野 真澄が使用。セットされた伏せカードを破壊するカードだが、これが自業自得とも言える結果になってしまった。
冥王の間【永続・罠・魔法カード】
特別決闘にて闇遊戯が使用。一度発動すれば最後、自分・相手を問わず魔法と罠が使用できなくなるカード。そのままの効果でOCG化されれば間違いなく禁止カードにされるであろう。

## 備考
- 海馬が「デュエリストを養成するための施設を検討すべきかもしれんな」と、遊☆戯☆王デュエルモンスターズGXならびに遊☆戯☆王GXの伏線とも取れる発言をしている[15]。
- オフィシャルカードゲーム（以下、OCG）と違い、モンスターが戦闘で破壊されない限り超過ダメージ（貫通ダメージ含む）は発生しない。またバトルフェイズ中の相手モンスターの増減による巻き戻しは発生しない。そのためバトルフェイズ中にカード効果によりモンスターを入れ替える、もしくは生贄召喚を行うなどして攻撃を回避する戦術が存在する。
- 作品中でのモンスターの攻撃には武器や身体の一部での攻撃による「通常攻撃」、魔力を帯びた攻撃の「魔法攻撃」、特殊能力による「特殊攻撃」等の種類が存在し、特に魔法攻撃については前作よりも濃く描かれている[16]。

## 書誌情報
- 高橋和希（原案・監修） / 伊藤彰（作画） 『遊☆戯☆王R』 集英社〈ジャンプコミックス〉、全5巻
  1. 「邪悪なる影…!?」2005年3月4日発売[17]、ISBN 4-08-873822-5
  2. 「恐怖が支配する世界!!」2005年12月2日発売[18]、ISBN 4-08-873893-4
  3. 「パーフェクト決闘!!」2006年6月4日発売[19]、ISBN 4-08-874260-5
  4. 「リッチー戦、開始!!」2007年4月4日発売[20]、ISBN 978-4-08-874351-6
  5. 「闘いの果て」2008年4月4日発売[21]、ISBN 978-4-08-874441-4